# 1529
Năm 1529 (MDXXIX) là một năm thường bắt đầu vào thứ Sáu (liên kết sẽ hiển thị đầy đủ lịch) trong lịch Julius.

## Sự kiện
- Nguyễn Kim cựu thần Hậu Lê khởi binh chống nhà Mạc tại Ai Lao.